# Leurophyllum modestum
Leurophyllum modestum är en insektsart som först beskrevs av Bruner, L. 1906.  Leurophyllum modestum ingår i släktet Leurophyllum och familjen vårtbitare. Inga underarter finns listade i Catalogue of Life.